# Küküllőmező
Küküllőmező (románul: Poiana Târnavei) falu Romániában, Hargita megyében.

## Története
Zetelaka része. 1956-ig adatai a községéhez voltak számítva. A trianoni békeszerződés előtt Udvarhely vármegye Udvarhelyi járásához tartozott.

## Népessége
2002-ben 44 lakosa volt, ebből 44 magyar.

## Vallások
Lakói római katolikus vallásúak.